# Fakiren fra Bilbao
Fakiren fra Bilbao er en dansk film fra 2004.
- Manuskript: Mette Heeno efter en roman af Bjarne Reuter.
- Instruktion: Peter Flinth.
- Storyboard: Simon Bang.
- Produktion: Magnus Magnusson, Mie Andreasen & Kim Magnusson.
- Fotografer: Eric Kress & Jens Juncker-Jensen.
- Klip: Mogens Hagedorn Christiansen.
- Musik: Søren Hyldgaard.
- Produktionsdesign: Peter de Neergaard.
- Kostume: Louize Nissen.
- Lyd: Nino Jacobsen.
- Special effects: Daniel Silwerfeldt & Thomas Borch Nielsen.
- Makeup: Louise Hauberg Nielsen.

## Skuespillere
| Medvirkende            | Roller                           |
| ---------------------- | -------------------------------- |
| Sidse Babett Knudsen   | Louise/Mor                       |
| Moritz Bleibtreu       | Lombardo/Lombardos tvillingebror |
| Julie Zangenberg       | Emma                             |
| Aksel Leth             | Tom                              |
| Ole Thestrup           | Hr. Moony                        |
| Peter Gantzler         | Florian Flambert                 |
| Fares Fares            | Frank Flambert                   |
| Lisa Nilsson           | Fru Hagawagitta                  |
| Ashwani Chopra         | Hr. Hagawagitta                  |
| Tina Gylling Mortensen |                                  |